# Серафини, Дорино
Дори́но Серафи́ни (итал. Dorino Serafini, 22 июля 1909 года — 5 июля 2000 года) — итальянский мотогонщик и автогонщик.

## Спортивная карьера
Участник одного этапа чемпионата мира Формулы-1, также принимал участие в нескольких внезачётных Гран-при.
Серафини был приглашен командой Ferrari на заключительную гонку этапа чемпионата мира 1950 года в Италии. Он смог хорошо квалифицироваться на 6-м месте, но в гонке после 47 кругов отдал свой автомобиль Альберто Аскари, который привел его к финишу вторым. Гонщики разделили между собой очки за второе место. Таким образом, Серафини стал единственным пилотом в истории Формулы-1, финишировавшим на подиуме во всех своих стартах.
Также участвовал в нескольких внезачётных гран-при и в автомарафоне 24 часа Ле-Мана.

## Статистика выступлений

### Результаты в чемпионате мира среди гонщиков
| Легенда к таблице |                                                                    |
| --- | ------------------------------------------------------------------ |
| В таблице перечислены результаты всех Гран-при Формулы-1, в которых принимал участие гонщик. Строками таблицы являются сезоны, столбцами — этапы чемпионата мира. В каждой клетке указаны сокращённое название этапа и результат, дополнительно обозначенный цветом. Расшифровка обозначений и цветов представлена в нижеследующей таблице. |                                                                    |
| \| Пример \| Описание \| \| ------------ \| ------------------------------------------------------------------ \| \| 1 \| Победитель \| \| 2 \| Второе место \| \| 3 \| Третье место \| \| 5 \| Финишировал, заработав очки \| \| Сход \| Не финишировал, но при этом заработал очки \| \| 12 \| Финишировал, не получив очков \| \| НКЛ \| Финишировал, но не попал в финальную классификацию \| \| 15 \| Участвовал вне зачёта, либо по отдельной классификации \| \| 18 \| Не финишировал, но попал в финальную классификацию \| \| Сход \| Не финишировал \| \| НКВ \| Не прошёл квалификацию \| \| НПКВ \| Не прошёл предквалификацию \| \| ДСК \| Дисквалифицирован \| \| ИСК \| Исключён из протокола соревнований \| \| ТТ \| Заявлен для участия только в тренировках \| \| НС \| Участвовал в квалификации, но не стартовал в гонке \| \| Т \| Травмирован или болен \| \| ОТК \| Отказ от участия \| \| НТР \| Прибыл на соревнования, но на трассу не выезжал \| \| НПР \| Был заявлен в числе участников, но не прибыл к началу соревнований \| \| О \| Соревнования отменены \| \| \| Не участвовал \| \| Поул-позиция \| \| \| Быстрый круг \| \| |                                                                    |
| Пример | Описание                                                           |
| 1 | Победитель                                                         |
| 2 | Второе место                                                       |
| 3 | Третье место                                                       |
| 5 | Финишировал, заработав очки                                        |
| Сход | Не финишировал, но при этом заработал очки                         |
| 12 | Финишировал, не получив очков                                      |
| НКЛ | Финишировал, но не попал в финальную классификацию                 |
| 15 | Участвовал вне зачёта, либо по отдельной классификации             |
| 18 | Не финишировал, но попал в финальную классификацию                 |
| Сход | Не финишировал                                                     |
| НКВ | Не прошёл квалификацию                                             |
| НПКВ | Не прошёл предквалификацию                                         |
| ДСК | Дисквалифицирован                                                  |
| ИСК | Исключён из протокола соревнований                                 |
| ТТ | Заявлен для участия только в тренировках                           |
| НС | Участвовал в квалификации, но не стартовал в гонке                 |
| Т | Травмирован или болен                                              |
| ОТК | Отказ от участия                                                   |
| НТР | Прибыл на соревнования, но на трассу не выезжал                    |
| НПР | Был заявлен в числе участников, но не прибыл к началу соревнований |
| О | Соревнования отменены                                              |
| | Не участвовал                                                      |
| Поул-позиция |                                                                    |
| Быстрый круг |                                                                    |

| Сезон | Команда          | Шасси       | Двигатель           | Ш | 1   | 2   | 3   | 4   | 5   | 6   | 7     | Место | Очки |
| ----- | ---------------- | ----------- | ------------------- | - | --- | --- | --- | --- | --- | --- | ----- | ----- | ---- |
| 1950  | Scuderia Ferrari | Ferrari 375 | Ferrari 375 4,5 V12 | P | ВЕЛ | МОН | 500 | ШВА | БЕЛ | ФРА | ИТА 2 | 13    | 3    |

### Внезачётные гран-при
| Сезон | Команда          | Шасси       | Двигатель   | 1     | 2       | 3       | 4       | 5   | 6     | 7   | 8   | 9   | 10  | 11  | 12  | 13  | 14  | 15  | 16  | 17    |
| ----- | ---------------- | ----------- | ----------- | ----- | ------- | ------- | ------- | --- | ----- | --- | --- | --- | --- | --- | --- | --- | --- | --- | --- | ----- |
| 1950  | Scuderia Ferrari | Ferrari 125 | Ferrari V12 | PAU   | RIC     | SRM Ret | PAR     | EMP | BAR 7 | JER | ALB | NED | NAT | NOT | ULS | PES | STT | INT | GOO |       |
| 1950  | Scuderia Ferrari | Ferrari 375 | Ferrari V12 |       |         |         |         |     |       |     |     |     |     |     |     |     |     |     |     | PEN 2 |
| 1951  | Scuderia Ferrari | Ferrari 212 | Ferrari V12 | SYR 2 | PAU Ret | RIC     |         |     |       |     |     |     |     |     |     |     |     |     |     |       |
| 1951  | Scuderia Ferrari | Ferrari 375 | Ferrari V12 |       |         |         | SRM Ret | BOR | INT   | PAR | ULS | SCO | NED | ALB | PES | BAR | GOO |     |     |       |